# Малягин, Владимир Юрьевич
Владимир Юрьевич Маля́гин (род. 13 января 1952, Тюменская область) — советский и российский драматург, прозаик, сценарист, издатель. Главный редактор издательства «Даниловский благовестник», заместитель художественного руководителя по литературной части Московского Академического театра имени Вл. Маяковского (2004—2008). Член Союза писателей СССР (с 1990 года), член Издательского совета Русской православной церкви, руководитель семинара драматургии в Литературном институте имени А. М. Горького.

## Биография
Родился 13 января 1952 года в Тюменской области; проживал с родителями в Тюмени. В 1969 году окончил среднюю школу. В 1970-м году поступил на актёрское отделение Свердловского театрального училища. В 1971—1973 годах служил в армии. Театральное училище окончил в 1976 году; работал актёром в Пермском Театре юного зрителя, телеоператором на Студии телевидения.
В 1977 году поступил в Московский литературный институт на отделение драматургии (семинар В. С. Розова и И. Л. Вишневской). Пьеса первокурсника Владимира Малягина «НЛО» была поставлена в Московском театре «Современник» (постановка Г. Волчек, режиссура М. Алихусейн); премьера состоялась в декабре 1978 года. В 1982 году окончил литературный институт с золотой медалью. После окончания Литературного института с золотой медалью занимался в аспирантуре по теме: «Драматургия А. С. Пушкина». Писал пьесы, которые печатались в журналах и ставились в разных театрах страны.
С 1986 года активно сотрудничал с литературными журналами и книжными издательствами: «Октябрь», «Воскресенье Новая Россия», «Столица», «Отчий дом» и другими.
С марта 1999 года главный редактор православного книжного издательства «Даниловский благовестник».
В марте 2022 года подписал обращение в поддержку военного вторжения России на Украину (2022).

## Отличия
- Пьесы «В тишине», «После волка пустынного», «Император в Кремле», «Должник», «Царь Любомир» — лауреаты Всесоюзных и Всероссийских конкурсов драматургии.
- Спектакли «Карамазовы» и «Мертвые души» — лауреаты фестиваля «Золотой витязь».
- лауреат третьей степени в номинации «Драматургия» Московской литературной премии (2020)[3]

## Произведения

### Детские художественные произведения
Цикл детских повестей — «Первая исповедь», «Новые друзья», «Паломники». Объединен в книгу:
- Малягин В. Ю. Первая исповедь: Повести об Алёше. — М.: Отчий дом, 2000. — 136 с. — 12 000 экз. — ISBN 5-94538-047-4. — М.: Даниловский Благовестник, 2006. Тираж: 10000.

### Пьесы, сценарии спектаклей
- «НЛО» — постановка в московском театре «Современник» (постановщик — Г. Волчек, режиссёр — М. Али-Хусейн, премьера — декабрь 1978 года). В спектакле, получившем большое зрительское признание, играли Марина Неёлова, Вацлав Дворжецкий, Михаил Жигалов, Валерий Шальных и др.

1980-е годы:
- «Утренняя жертва» (Московский областной театр Комедии, реж. — С. Арцибашев; Чита — реж. М. Чумаченко)
- «Царство мира» (Чита, реж. М. Чумаченко)
- «Птицы» (Брянский драматический театр, реж. В. Федоров)
- «В тишине» (Театр на Покровке, реж. С. Арцибашев)
- «Отец Арсений» (Театр-88, реж. А. Поламишев, в главной роли — Вл. Заманский).

1990-е годы:
- Радиоспектакль «В тишине» (на немецком языке, радио «Кёльн»)
- «Аввакум» (МХАТ им. М. Горького, реж. Н. Пеньков)
- «Жизнь и судьба» (Днепропетровский театр драмы)
- «Наполеон в Кремле» (МХАТ им. М. Горького, реж. Н. Пеньков).

2002—2009-е годы:
- «Ангел мой. Жизнь Федора Тютчева» (Брянский драматический театр)
- «Суд человеческий» (Датско-российский центр «Диалог», Копенгаген)
- «Карамазовы» (Театр им. Вл. Маяковского, реж. С. Арцибашев)
- «Мертвые души» (Театр им. Вл. Маяковского, реж. С. Арцибашев)
- «Повесть о том, как поссорились…» (Театр им. Вл. Маяковского, реж. С.Арцибашев).

- «Есенин. Последние встречи» — МХАТ им. М. Горького.

### Киносценарии
- Соавтор сценария фильма «Чужие» Юрия Грымова.
- Автор сценария «На ощупь» (2010).